# Datça
Datça là một huyện thuộc tỉnh Muğla, Thổ Nhĩ Kỳ. Huyện có diện tích 476 km² và dân số thời điểm năm 2007 là 14836 người, mật độ 31 người/km².